# Nickelodeon Sonic
Nickelodeon Sonic là kênh hoạt hình tại Ấn Độ sở hữu bởi Viacom 18.

## Chương trình
- Ninja Hattori
- Oggy and the Cockroaches (Seasons 1 to 4)
- Pakdam Pakdai
- Power Rangers
- Shiva[1]
- Zig and Sharko